# Casa d'Empara
Casa d'Empara i la seva capella són un conjunt Historicista del municipi de Vilanova i la Geltrú (Garraf) protegit com a bé cultural d'interès local.

## Descripció
El conjunt format per la casa i la capella d'Empara està situat a la rambla de Josep Tomàs Ventosa, i fa cantonada amb el carrer Llibertat. Es tracta d'un edifici de grans dimensions, amb la capella a l'extrem dret i un jardí a la part esquerra. Consta de planta baixa i dos pisos. Té com a elements remarcables les finestres, d'arc rebaixat i amb motllures trencaaigües d'inspiració gòtica, ornamentades amb motius florals i figuratius. Una barana de pedra amb un petit frontó central corona l'edifici.
La coberta és a dues vessants a la part central i plana als costats, on sobresurten construccions destinades a serveis.

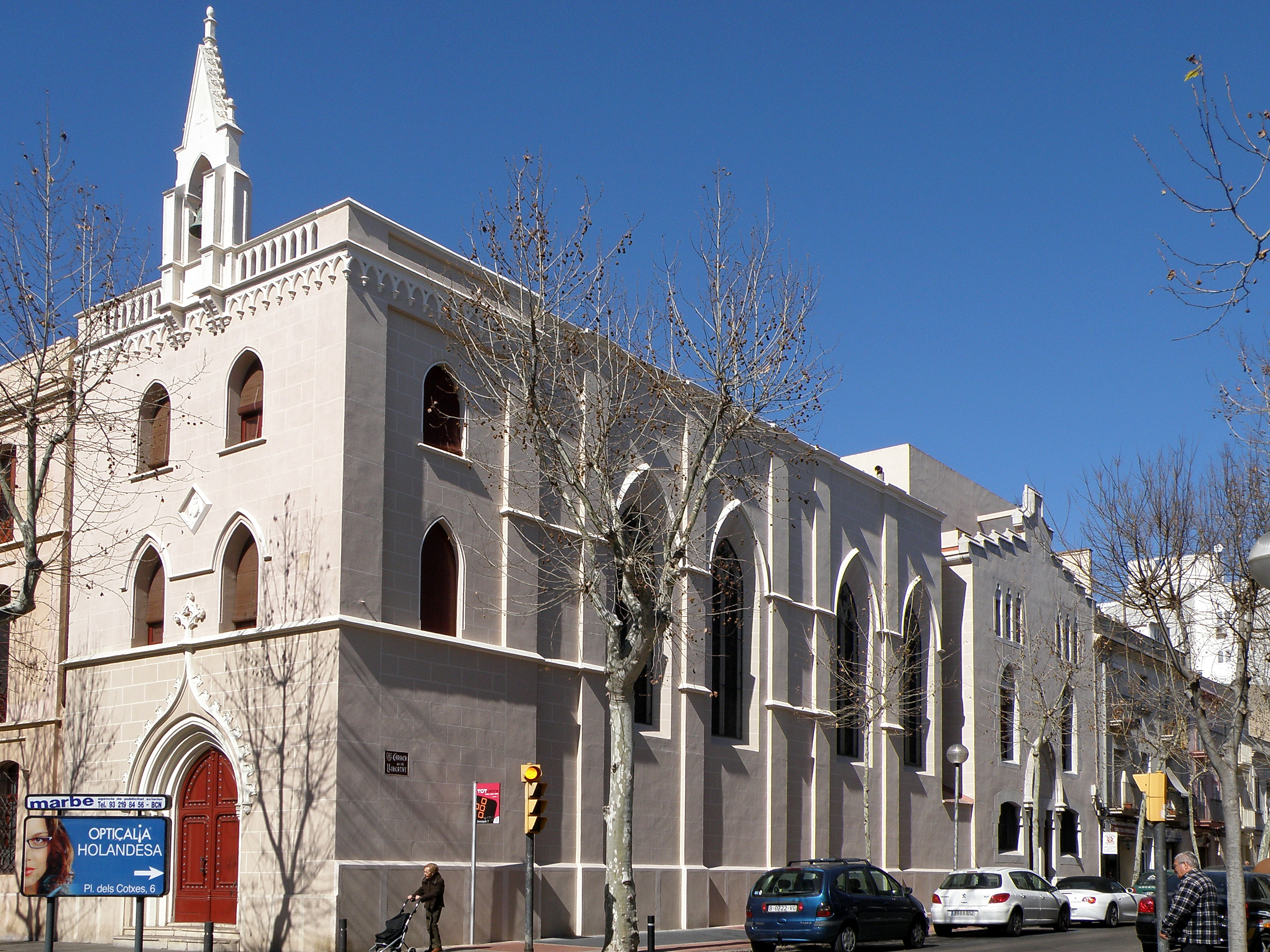
Capella

Capella de quatre trams separats per arcs ogivals i coberts per sostre pla. Té absis poligonal. Damunt l'atri hi ha un doble cor amb llotja. La coberta és a dues vessants, llevat la part del cor, amb terrat, i de l'absis, que és a tres vessants. La façana principal, de composició simètrica, presenta un portal d'arc ogival amb decoració de frondes i finestres també ogivals, de llenguatge neogòtic. Presenta un campanar d'espadanya. La façana lateral té quatre finestres d'arc apuntat.

## Història
L'origen d'aquest edifici es pot situar el 1866, quan Joan Serra i Totesaus oferí a l'ajuntament de Vilanova i la Geltrú una renda anual que havia de contribuir a la fundació i manteniment d'un asil per a vells pobres i desvalguts. L'oferiment no es va poder aprofitar fins alguns anys més tard, quan la senyora Magdalena Miró de Llanusa deixà, a la seva mort, un llegat consistent en terrenys i una pensió anual amb la mateixa finalitat. Aleshores es va constituir un patronat de gestió de la casa d'Empara, que fou inaugurada l'11 d'abril de 1875. Posteriorment s'afegiren noves sales, obertes el 1878. Entre 1879 i 1882 es va construir la capella neogòtica, obra de l'arquitecte Josep Oriol Mestres i Esplugas. El 1897 adquirí els jardins del Tívoli per formar el pati d'esbarjo. La façana lateral fou construïda l'any 1892. El 1947 la casa d'Empara experimentà una nova ampliació i l'arquitecte Josep M. Jujol i Gibert va dissenyar el sagrari i l'altar.
La institució és regentada des del seu inici per les germanes de l'orde de Sant Vicenç de Paül.